# Dan Bucatinsky
Dan Bucatinsky est un acteur, scénariste, réalisateur et producteur de télévision américain né le 22 septembre 1965 à New York. Il vit avec son mari, le scénariste Don Roos. Avec ce dernier et Lisa Kudrow, il a créé la websérie, puis la série diffusée sur Showtime, Web Therapy.

## Filmographie

### Scénariste
- 1997 : Cybill (1 épisode)
- 2001 : All Over the Guy
- 2004 : Call Waiting
- 2005 : The Commuters
- 2008 : Lipstick Jungle : Les Reines de Manhattan (3 épisodes)
- 2008-2013 : Web Therapy (112 épisodes)
- 2013 : Grey's Anatomy (1 épisode)

### Réalisateur
- 2010-2012 : Web Therapy (6 épisodes)

### Producteur
- 2001 : All Over the Guy
- 2003 : Un nouveau départ (en) (Picking Up & Dropping Off)
- 2004 : Beck and Call
- 2004 : Call Waiting
- 2004 : My Life, Inc.
- 2005 : The Commuters
- 2005 : Deal
- 2005 : Mon Comeback (13 épisodes)
- 2008-2009 : Lipstick Jungle : Les Reines de Manhattan (19 épisodes)
- 2008-2013 : Web Therapy (118 épisodes)
- 2009 : Un hiver à Central Park
- 2010-2012 : Who Do You Think You Are? (27 épisodes)
- 2012-2013 : Grey's Anatomy (24 épisodes)

### Acteur
- 1994 : Another Midnight Run (en) (Another Midnight Run) : Bellhop
- 1996 : La Vie à cinq : le vérificateur (1 épisode)
- 1996-1998 : Cybill : le directeur de casting et Troy (2 épisodes)
- 1997 : Night Stand : Sam (1 épisode)
- 1997 : Haute Tension (High Incident) : Bootz Brotman (1 épisode)
- 1997 : Jenny (en) : Carl (1 épisode)
- 1997 : Fame L.A. : Drew Douglas (1 épisode)
- 1998 : Sexe et autres complications : Timothy
- 1998 : Significant Others (en) : Josh (1 épisode)
- 1998 : Maggie : M. Sampson (1 épisode)
- 1998 : Le Caméléon : Emery (1 épisode)
- 1998 : La Vie à tout prix : l'homme politique (1 épisode)
- 2000 : La Famille Delajungle : Ramon (1 épisode)
- 2000 : Will et Grace : Neil (1 épisode)
- 2000 : M.Y.O.B. (en) : Reuben (2 épisodes)
- 2001 : All Over the Guy de Julie Davis (en): Eli Wyckoff
- 2001 : Au bout du désespoir (en) (The Sky Is Falling) : le technicien du laboratoire
- 2001 : Rocket Power : Sportscaster (1 épisode)
- 2002 : Frasier : le clerc du bijoutier (1 épisode)
- 2002 : That '80s Show : Rick (1 épisode)
- 2002 : New York Police Blues : PAA David Moore (2 épisodes)
- 2002 : MDs (en) : Kurt (1 épisode)
- 2002 : Friends : le serveur (1 épisode)
- 2003 : I Love Your Work d'Adam Goldberg : le directeur
- 2003 : Sous le soleil de Toscane : Rodney
- 2005 : When Do We Eat? (en): le client pénible
- 2005 : Mon Comeback : Billy Stanton (3 épisodes)
- 2006 : Weeds : Max (1 épisode)
- 2007 : Larry et son nombril : l'homme au téléphone portable (1 épisode)
- 2008 : Dirt : Dillon Frawley (1 épisode)
- 2008 : Les Experts : Miami : Oscar Serino (1 épisode)
- 2008-2013 : Web Therapy : Jerome Sokoloff (39 épisodes)
- 2010 : Grey's Anatomy : Jeffrey (1 épisode)
- 2011-2012 : US Marshals : Protection de témoins : Fred Zeitlin (3 épisodes)
- 2012-2013 : Scandal : James Novak (16 épisodes)
- 2023 : Air de Ben Affleck : Richard
- 2024 : Our Little Secret de Stephen Herek : Leonard

## Distinctions

### Récompenses
- 2013 : Primetime Emmy Award du meilleur acteur invité dans une série télévisée dramatique pour le rôle de James Novak dans Scandal